# Gheara Conciliatorului
Gheara Conciliatorului (1981) (titlu original The Claw of the Conciliator) este un roman science-fantasy scris de Gene Wolfe. Este a doua carte din seria de patru volume Cartea Soarelui Nou.
Cartea continuă povestea lui Severian, ucenic al Ordinului Căutătorilor Adevărului și Penitenței (sau Ghilda Torționarilor, cum mai e cunoscut), descriind călătoria lui spre nord, către orașul Thrax.

## Intriga
Cartea reia acțiunea aproape de unde a lăsat-o precedenta, omițând doar călătoria lui Severian de la poarta din Nessus până la orașul din apropiere, Saltus. Despărțit de grupul alături de care călătorea, Severian își întrerupe căutarea lor deoarece i se dă șansa de a-și practica meseria (de călău) pe doi oameni. Primul este un slujitor al lui Vodalus, revoluționar și trădător al Commonwealth-ului. În timp ce omul este târât de mulțime afară din casă, Severian o zărește pe Agia, o femeie pe al cărei frate l-a executat. Căutând-o, Severian ajunge să discute cu un om a cărui piele este verde, care e ținut prizonier într-un cort ca atracție pentru un spectacol. Omul verde îi spune torționarului că vine din viitor, iar acesta îl ajută să evadeze, dintr-un sentiment de milă care amintește de gestul său față de alt prizonier, Thecla, din prima carte. Deoarece nu o găsește pe Agia, revine în oraș, unde execută o femeie acuzată de vrăjitorie.
În seara aceea, în timp ce ia cina cu prietenul său, Jonas (întâlnit la poarta din Nessus), primește o scrisoare de la Thecla, care îl roagă să o întâlnească într-o peșteră din apropiere. Acolo, Severian dă peste niște oameni-maimuță de care scapă cu greu. După ce taie mâna uneia dintre creaturi, scoate Gheara (o relicvă ajunsă accidental în posesia lui, fiind proprietatea unui ordin religios) și vindecă rana. Severian are prea puțin timp la dispoziție ca să analizeze acest miracol, deoarece trebuie să scape de o creatură necunoscută și de un grup de asasini conduși de Agia, care îl așteaptă afară din peșteră. Severian îi înfrânge și o lasă pe Agia să plece, în timp ce el revine în Saltus, unde este capturat de Vodalus, împreună cu Jonas.
Vodalus își amintește că Severian i-a salvat viața și îi permite să intre în slujba lui. Împreună cu Jonas, torționarul participă la cină alături de Vodalus, unde consumă carnea moartei Thecla care, combinată cu o substanță străină, permite amintirilor femeii să trăiască în el. Primind misiunea de a duce un mesaj la Casa Absolută, reședința Autocratului, Severian și Jonas pornesc către nord. Pe drum sunt atacați de o creatură străină, de care scapă cu greu; un soldat care patrula prin apropiere este ucis de creatură, dar Severian îl readuce la viață cu ajutorul Ghearei. Cei doi sunt capturați mai apoi de gardienii Casei Absolute și aruncați într-o anticameră a cărei menire este de a găzdui priozonierii pe termen nedefinit. Gheara vindecă o rană primită de Jonas în timpul nopții petrecute acolo; cei doi reușesc apoi să evadeze deschizând o ușă secretă cu ajutorul unei parole pe care Severian o culege din amintirile Theclei pe care le poartă cu el. Mergând pe culoarele Casei Absolute, Jonas trece printr-o oglindă și dispare, nu înainte de a promite că se va întoarce. Pierdut, Severian îl întâlnește în cele din urmă chiar pe Autocrat, căruia îi jură credință, fiindu-i arătată o poartă către alt univers.
Ajungând în grădinile Casei Absolute, Severian se întâlnește cu Dorcas, Doctorul Talos și Baldanders, care se pregătesc să monteze din nou piesa jucată în Nessus în prima carte. Severian joacă din nou, dar piesa se întrerupe când Baldanders se înfurie și atacă auditoriul, dezvăluind că extratereștrii se află printre ei. Trupa se împrăștie, iar Severian îi găsește o cale de scăpare către nord. Talos și Baldanders se despart de Severian și Dorcas la o răspântie, torționarul îndreptându-se spre Thrax, uriașul și doctorul său spre Lacul Diaturna. Chelnerița Jolenta încearcă să îl convingă pe Talos să o ia cu el, dar acesta nu mai are nevoie de ea, deoarece nu mai montează piesa. Severian este nevoit să o ia cu el și, în timp ce se îndreaptă spre nord, Jolenta este atacată de un "liliac vampir" și se îmbolnăvește. Curând, cei trei întâlnesc un fermier care le spune că, pentru a ajunge în Thrax, trebuie să treacă printr-un misterios oraș de piatră. Ajungând în orașul ruinat, Severian vede o perche de vrăjitoare care stârnesc un eveniment ca din vis, în care dansatori fantomă din trecutul orașului de piatră umplu arealul și se luptă cu servitorul vrăjitoarelor, care este, de fapt, locotenentul lui Vodalus, Hildegrin. Cartea se sfârșește cu moartea Jolentei și plecarea vrăjitoarelor și a lui Hildegrin.

## Premii
Gheara Conciliatorului a câștigat premiile SF Chronicle și Nebula pentru cel mai bun roman în 1981, premiul Locus în 1982 și a fost nominalizat la premiile Hugo și World Fantasy în 1982.